# Cerkev sv. Lazarja, Larnaka
Cerkev svetega Lazarja (grško Ιερός Ναός Αγίου Λαζάρου, Ierós Naós Agíou Lazárou) je cerkev iz poznega 9. stoletja v Larnaki na Cipru. Pripada Ciprski cerkvi, avtokefalni grški pravoslavni cerkvi.
Cerkev svetega Lazarja je poimenovana po osebnosti iz Nove zaveze Lazarju iz Betanije, predmetu čudeža, opisanega v Janezovem evangelijuJn 11,41-44, v katerem ga Jezus obudi od mrtvih. Po vzhodnem pravoslavnem izročilu je bil Lazar nekje po Jezusovem vstajenju prisiljen pobegniti iz Judeje zaradi govoric o zapletih o njegovem življenju in prišel na Ciper. Tam sta ga apostol Pavel in Barnaba imenovala za prvega škofa Kitiona (danes Larnaka). Živel naj bi še trideset let in bil ob smrti tam drugič in zadnjič pokopan. Cerkev Agios Lazaros je bila zgrajena nad domnevno (drugo) Lazarjevo grobnico.

## Zgodovina in arhitektura
Izročilo pravi, da je bilo mesto Lazarjeve grobnice izgubljeno v obdobju arabske vladavine, ki se je začelo leta 649. Leta 890 so v Larnaki našli grobnico z napisom »Lazar, štiri dni mrtev, Kristusov prijatelj«. Bizantinski cesar Leon VI. Modri je dal Lazarjeve posmrtne ostanke leta 898 prenesti v Konstantinopel. Prenos je apostrofiral cezarejski škof Areta, pravoslavna cerkev pa se ga spominja vsako leto 17. oktobra. Prenesene relikvije je pozneje izropala četrta križarska vojna v zgodnjem 13. stoletju in so bile prinesene v Marseille, a so se nato izgubile.
Kot nadomestilo Larnaki za prenos je dal cesar Leon v poznem 9. do zgodnjem 10. stoletju nad Lazarjevo grobnico postaviti cerkev sv. Lazarja.
Cerkev je podolgovata stavba velikosti 31,5 x 14,5 m s tridelnim svetiščem, polkrožnimi apsidami znotraj in tristranimi zunaj ter peterostrano apsido v središču. Notranja zgradba cerkve je razdeljena na tri ladje z zajetnimi dvojnimi stebri in obokanimi odprtinami, ki gredo preko njih. Ti stebri nosijo težo kupol in tako tvorijo glavno ladjo, medtem ko severna in južna ladja nosita banjasto streho, ki jo sekajo križni oboki. Kamnoseško obdelana cerkev je sestavljena predvsem iz okoli metra debelih kvadratnih apnenčastih blokov. Ima odprto verando, s katere se v cerkev spuščajo stopnice.
Pod frankovsko in beneško oblastjo (13. do 16. stoletje) je cerkev postala rimskokatoliška. Na njeni južni strani je bil v tem času dozidan s kamnom pokrit portik (stoa) v gotskem slogu.
Tri mogočne kupole te pravoslavne bazilikalne cerkve in prvotni zvonik so bili uničeni, verjetno v prvih letih osmanske vladavine (1571 n. št.), ko je bila cerkev spremenjena v mošejo. Leta 1589 so jo Osmani prodali nazaj pravoslavcem, verjetno zaradi krščanskega pokopališča. Naslednjih dvesto let so jo uporabljali tako za pravoslavne kot katoliške službe. Na verandi so sledovi grških, latinskih in francoskih napisov. Leta 1857, potem ko so osmanske oblasti ponovno dovolile ciprskim cerkvam zvonike, je bil cerkveni zvonik prizidan v latinskem slogu.
Lesorez edinstvenega baročnega ikonostasa cerkve je med letoma 1773 in 1782 izdelal Chatzisavvas Taliadorou. Ikonostas je bil pozlačen med letoma 1793 in 1797. Nekatere ikone je proti koncu 18. stoletja naslikal Michael Proskynetes iz Marathase. Ikonopisec Hatzimichael je dokončal ikonografijo ikonostasa leta 1797. Nekaj leseno izrezljanega pohištva (vključno z rokokojsko prižnico na enem stebru za katoliško uporabo) in ikone na stenah so iz 17. stoletja.
Požar leta 1970 je poškodoval velik del notranjosti, vključno z veliko škodo na delu ikonostasa skupaj z ustreznimi ikonami. Ikonostas je bil delno obnovljen in med letoma 1972 in 1974 ponovno pozlačen. Med kasnejšo prenovo cerkve, 2. novembra 1972, so v marmornem sarkofagu pod oltarjem odkrili človeške posmrtne ostanke, ki so bili identificirani kot del svetnikove relikvije (očitno niso bile vse odpeljane v Konstantinopel).

## Običaj
Na Lazarjevo soboto, osem dni pred Veliko nočjo, ikono svetega Lazarja ponesejo v procesiji po ulicah Larnake.

## Galerija
- Notranjost
- Ikonostas
- Ikona iz 17. st. "Lazarjevo vstajenje"
- Lazarjeve relikvije
- Korintski kapitel v prehodu
- Zvonik